# Xoang gian màng

Cấu trúc ty thể giản hóa

Xoang gian màng (tiếng Anh: intermembrane space, IMS) là không gian choán giữa màng trong và màng ngoài bào quan ty thể và lục lạp. Chức năng chính của xoang gian màng ty thể là đảm nhận quá trình phosphoryl hóa oxy hóa.
Những kênh protein có tên porin khảm trên màng ngoài cho phép các ion và phân tử nhỏ khuếch tán tự do vào xoang gian màng. Nhưng không có nghĩa là liên tục về mặt bản chất với dịch bào tương trong điều kiện những chất tan liên đới đến chức năng của các bào quan này. Những enzyme nhắm đích chất nền ty thể hoặc stroma lục lạp có khả năng đi xuyên xoang gian màng thông qua những phức hệ vận chuyển. Chúng gồm: translocase màng ty thể ngoài (TOM) và translocase màng ty thể trong (TIM) trong ty thể, và translocon màng lục lạp ngoài (TOC) và translocon màng lục lạp trong (TIC) trong lục lạp. Xoang gian màng có khuynh hướng giữ độ pH thấp, là hệ quả của gradient proton, khi các proton được bơm từ chất nền ty thể vào xoang gian màng qua chuỗi chuyền điện tử. Những cấu trúc đảm trách hoạt động chuỗi này bao gồm: coenzyme Q, phức hệ NADH coenzyme Q oxidoreductase (phức hệ I), phức hệ succinate-coenzyme Q oxidoreductase (phức hệ II), và phức hệ coenzyme Q-cytochrome c oxidoreductase (phức hệ III).

## Xoang gian màng ty thể
Do lượng kênh protein khảm dày đặc trên màng ty thể ngoài, dẫn đến nồng độ các chất trong xoang gian màng gần như tương tự nồng độ tại tế bào chất phía ngoài.

## Xoang gian màng lục lạp
Xoang gian màng lục lạp cực kỳ hẹp, chỉ dày từ 10-20 nm. Không như xoang gian màng ty thể, xoang gian màng lục lạp dường như không có bất kỳ chức năng rõ ràng nào.